# Angelo De Donatis
Angelo De Donatis (Casarano, 4 de enero de 1954) es un eclesiástico católico italiano, Penitenciario mayor desde 2024.

## Biografía
Angelo nació el 4 de enero de 1954, en la localidad italiana de Casarano, siendo bautizado el 24 de enero, en la parroquia de San Domenico, por Raffaele Martina, figura importante en su crecimiento espiritual.
Asistió al Seminario de Tarento y al Pontificio Seminario Mayor Romano. Estudió Filosofía en la Pontificia Universidad Lateranense y Teología en la Pontificia Universidad Gregoriana, donde obtuvo la licenciatura en Teología moral.

### Sacerdocio

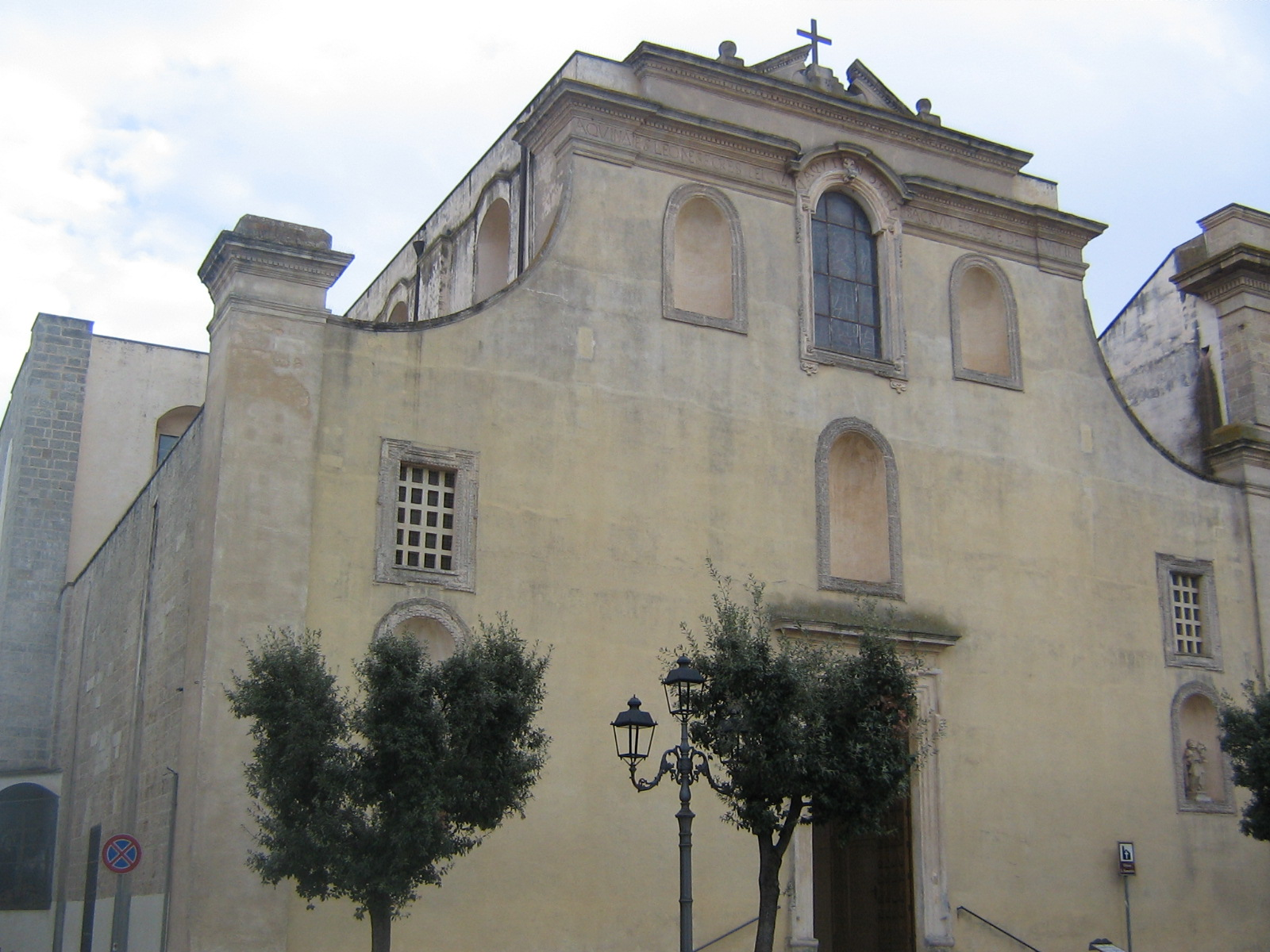
Iglesia de San Domenico, donde De Donatis fue bautizado y fue ordenado sacerdote.

Su ordenación sacerdotal fue el 12 de abril de 1980, en la parroquia de San Domenico de Casarano —su parroquia natal—, a manos del obispo Antonio Rosario Mennonna; incardinándose en la diócesis de Nardò.
- Colaborador (1980-1983), y vicario parroquial (1983-1988) de San Saturnino en Roma.
- Profesor religioso (1980-1983).

El 28 de noviembre de 1983, fue incardinado en la diócesis de Roma.
- Trabajador de la secretaría general del Vicariato, como asistente del obispo Giovanni Marra y vicario parroquial de la SS. Annunziata de Grottaperfetta (1988-1990).
- Archivero de la secretaría del Colegio Cardenalicio (1989-1991).
- Director de la oficina del clero del Vicariato (1990-1996).
- Director espiritual del Pontificio Seminario Mayor Romano (1990-2003).
- Párroco de la Basílica de San Marco Evangelista al Campidoglio[1] y asistente para la diócesis de Roma de la Asociación Nacional de Familiares del Clero[2] (2003-2015).
- Miembro del Consejo Presbiteral y del Colegio de Consultores.

- Director espiritual de la asociación Don Andrea Santoro.

Mantiene siempre viva la relación con la comunidad de origen, Casarano, realizando ejercicios espirituales anuales durante el período estival en la Cripta del Crucifijo.
En 2014 fue elegido predicador de los ejercicios espirituales en la Curia romana con motivo de la Cuaresma, en la que también participa el papa Francisco, celebrados en la casa del Divino Maestro en Ariccia, abordando el tema de la "Purificación del corazón", donde afirma: "Es necesario purificar nuestra alma de las falsas imágenes de Dios para iniciar un verdadero camino de vida auténtica".

## Episcopado
El 14 de septiembre de 2015, el papa Francisco lo nombró obispo titular de Mottola y obispo auxiliar de Roma, responsable de la formación permanente del clero, novedad absoluta. Fue consagrado el 9 de noviembre del mismo año, en la Basílica de San Juan de Letrán, a manos del mismo papa.
El 29 de abril de 2016, el cardenal vicario Agostino Vallini lo nombró rector de la Iglesia de San Sebastián al Palatino en Roma.
El 6 de junio de 2016, presidió la reflexión durante el Jubileo de sacerdotes de la diócesis de Roma e intervino también en la organizada por la diócesis de Trapani, mientras que el 4 de noviembre se le encomendó la Confessio vitae, durante el jubileo sacerdotal de la arquidiócesis de Milán.

### Vicario general de Roma
El 26 de mayo de 2017, fue nombrado vicario general de Su Santidad para la diócesis de Roma, concediéndole la dignidad de arzobispo titular. Fue la primera persona desde el siglo XVI —más de 500 años— en ser nombrado vicario general de Roma sin ser aún cardenal.
Este nombramiento se produce después de un período de consultas deseado por el Papa, que, durante la Cuaresma, había pedido a los miembros de la diócesis romana que indicaran el sucesor de Vallini; Aunque no hay confirmación oficial, parece que el nombre de De Donatis fue el más indicado, descrito como una figura pastoral, en estrecho contacto con el clero y el pueblo romano, lleno de esa «misericordia» que el propio Papa le había pedido, haberlo recibido con ocasión de la consagración episcopal ni siquiera dos años antes.
Inició oficialmente su ministerio el 29 de junio del mismo año, presidiendo en San Juan de Letrán su primera misa capitular como arcipreste de la basílica, durante la cual leyó una oración de encomienda para la diócesis de Roma, compuesta personalmente. Ese mismo día, fue nombrado administrador apostólico de la diócesis de Ostia.
También desde 2017, es presidente de la Obra Romana de Peregrinaciones, de la Obra pontificia para la preservación de la fe y la provisión de nuevas iglesias en Roma y del Hospicio Eclesiástico de los "Cien Sacerdotes".
Como presidente de la Obra Romana de Peregrinaciones presidió el primer viaje como vicario de Roma, yendo a Lourdes del 26 al 31 de agosto de 2017, donde celebró la misa internacional en la Basílica de San Pío X, que se acerca a la gruta de la Aparición y encabeza una procesión con antorchas.

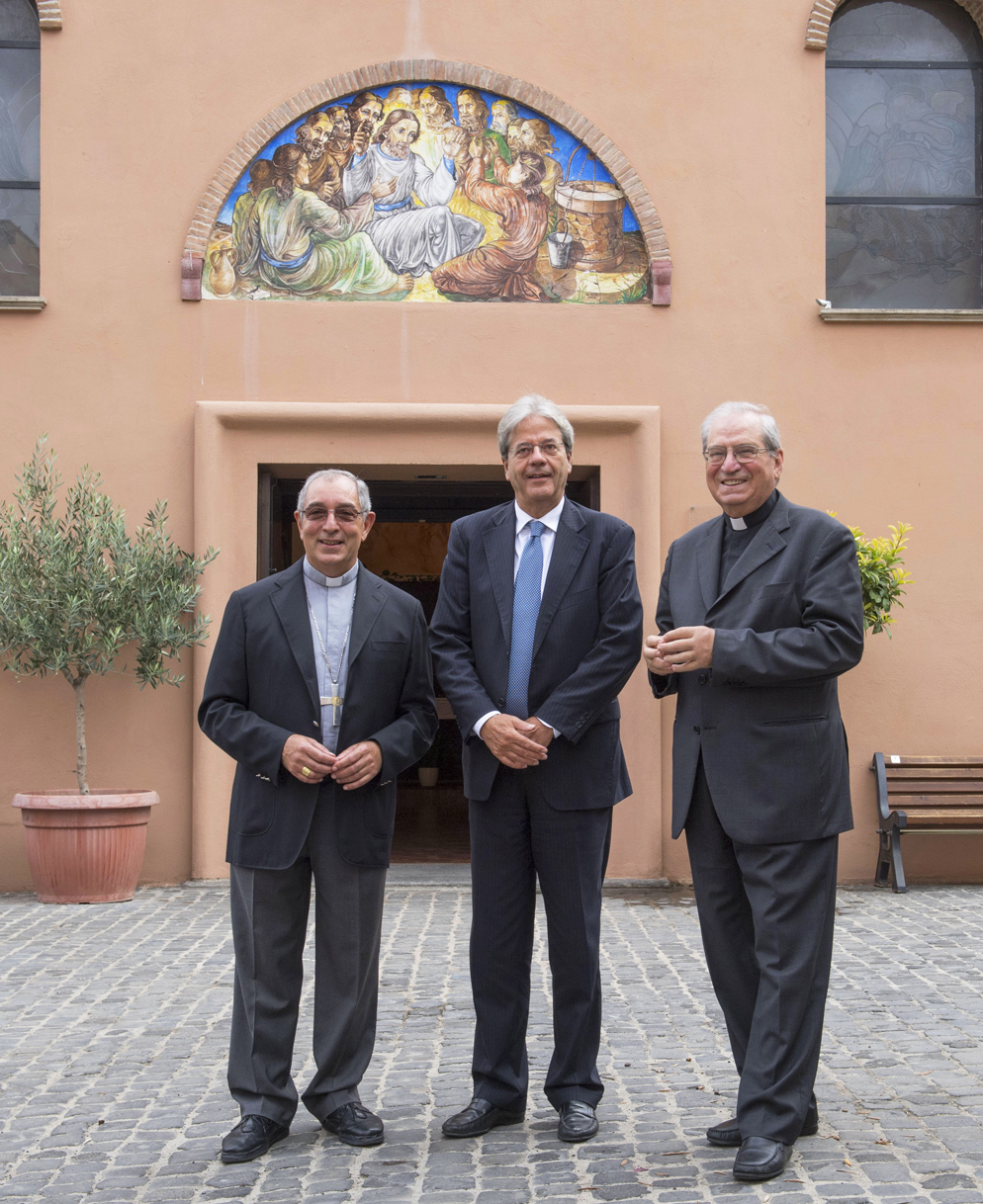
De Donatis junto con Paolo Gentiloni y Enrico Feroci (2017).

El 1 de septiembre de 2017, en la Cittadella della Carità de Roma, se reunió con el primer ministro italiano Paolo Gentiloni, quien le aseguró una mayor atención a la adopción de medidas para reducir la pobreza.
El 3 de abril de 2018 , durante la peregrinación de los sacerdotes romanos a Turquía, encontró al patriarca ecuménico Bartolomé I, a quien dirigió el saludo personal del papa Francisco. En esta ocasión, el patriarca expresó su deseo de realizar un proyecto que ve cada vez más la unión entre las dos Iglesias, partiendo de la esperanza de unificar la fecha de la Pascua.
El 26 de junio de 2018 confirió el título de protocanónigo honorífico del capítulo de Letrán al presidente francés Emmanuel Macron,  durante la ceremonia celebrada en la Basílica de San Juan de Letrán.

## Cardenalato
El 21 de mayo de 2017, durante el Ángelus del papa Francisco, se hizo público que sería creado cardenal. Al conocer la noticia, que le sorprendió al regresar de una visita pastoral a una parroquia romana, afirmó que convertirse en cardenal representa "una llamada a vivir de manera aún más fuerte en la vida cotidiana el martirio de la caridad". Con motivo del anuncio del nombramiento, el presidente italiano Sergio Mattarella le envió un mensaje de mejores deseos "en nombre del pueblo italiano y en el mío personal".

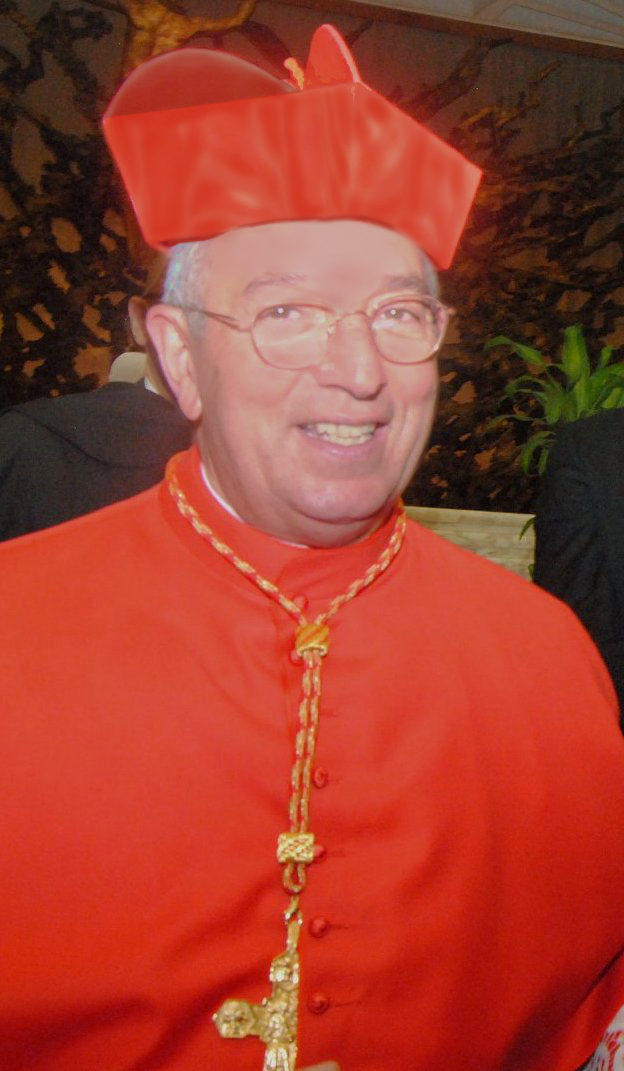
De Donatis después del consistorio de 2018.

Fue creado cardenal por el papa Francisco durante el consistorio del 28 de junio del mismo año, con el titulus de cardenal presbítero de San Marcos; de la que había sido párroco. Tomó posesión formal de su Iglesia Titular el 7 de octubre.
El 6 de octubre de 2018 fue nombrado miembro de la Congregación para el Clero.
En enero de 2019 fue nombrado presidente del Almo Collegio Capranica. El 28 de mayo de 2019, fue nombrado miembro de la Congregación para los Institutos de Vida Consagrada y las Sociedades de Vida Apostólica ad quinquennium.
El 11 de julio de 2019, el papa Francisco lo nombró administrador apostólico sede vacante del recién creado Exarcado apostólico de Italia, cargo que ejerció hasta el nombramiento del primer exarca apostólico Dionisio Lachovicz el 24 de octubre de 2020.
El 1 de agosto de 2019 se inauguró la 30.ª edición del Festival Internacional de la Juventud de Medjugorje. Su presencia en Međugorje fue vista como un paso más hacia el reconocimiento oficial del culto a las apariciones marianas.
El 8 de marzo de 2020 emitió un decreto en el que ordenaba la suspensión de misas, dejando las iglesias abiertas al culto personal, mientras que después de cuatro días, el 12 de marzo otro decreto reguló el cierre de las iglesias de la diócesis hasta el 3 de abril siguiente como medida para combatir la propagación del COVID-19. La medida se enmarcaba en las disposiciones adoptadas por el Consejo de Ministros y la CEI. A la mañana siguiente, durante la homilía de la misa matutina, el Santo Padre criticó lo decretado, invitando a los fieles a rezar por los pastores «que deben acompañar al pueblo de Dios en esta crisis», sosteniendo además que «no siempre se toman medidas drásticas buenas» e invocó al Espíritu Santo para dar a los pastores la capacidad de tomar «medidas que no dejen solo al pueblo santo y fiel de Dios». Estas declaraciones llevan al cardenal De Donatis a tener que rectificar el decreto emitido el día anterior, restableciendo la reapertura de las iglesias de la diócesis, afirmando que la decisión del día anterior no había sido tomada de forma independiente, sino compartida con el Santo Padre.
Tras dar positivo por COVID-19, De Donatis ingresó al Hospital Universitario Gemelli con fiebre el 30 de marzo de 2020; No había estado en contacto físico con el papa Francisco ni había visitado el Vaticano recientemente. Fue dado de alta el 10 de abril y continuó recuperándose en su casa.
El 25 de febrero de 2021, en la Basílica de Santa María de los Ángeles y de los Mártires en Roma, ofició el funeral de Estado del embajador en la República Democrática del Congo, Luca Attanasio, y del carabinero escolta, Vittorio Iacovacci, víctimas del atentado sufrido en el pueblo de Kibumba, cerca de la ciudad de Goma, el 22 de febrero anterior, en presencia de los más altos funcionarios institucionales.
Como cardenal vicario de la diócesis de Roma, abrió las causas de beatificación de Mario Picchi, de Chiara Corbella, del sacerdote Pedro Arrupe, de la madre Maria Bernardetta dell’Immacolata y del cardenal Gregorio Pedro XV Agagianian. El 15 de mayo de 2021, en representación del pontífice, proclamó beato al padre Francesco Maria della Croce en la Basílica de San Juan de Letrán.
El 24 de julio de 2022, presidió la celebración de la segunda Jornada Mundial de los Abuelos y las Personas Mayores por mandato del papa Francisco, que partió en su 37.º viaje apostólico a Canadá.
En relación con las acusaciones de abuso contra el artista y sacerdote esloveno Marko Rupnik, el cardenal De Donatis acusó en diciembre de 2022 a los medios de comunicación de “confundir al pueblo de Dios al informar sobre este escándalo” y se pronunció contra el prejuicio contra Rupnik. Al mismo tiempo, sin embargo, anunció que se investigarían sus actividades en la diócesis de Roma. De Donatis fue criticado por las víctimas de los presuntos abusos espirituales y sexuales por Rupnik, quienes expresaron su "desconcierto" por el comunicado de la diócesis de Roma elogiando el centro de arte y teología que fundó.
El 30 de diciembre de 2022, presidió una celebración de oración por el papa Benedicto XVI, gravemente enfermo, afirmando durante la homilía: "Estamos aquí para acompañarlo con nuestra oración confiada, para sostenerlo con todo nuestro afecto, para expresar a Dios la gratitud de esta diócesis que tanto amó y sirvió con amor desinteresado". Posteriormente participó en los funerales del Papa emérito y como vicario de la diócesis de Roma asistió al rito de entierro del pontífice. El 12 de enero siguiente presidió, en nombre de la diócesis romana, una celebración del sufragio del pontífice, centrándose en el aspecto teológico del pontífice y en la elección de la dimisión, definida como un "gesto impredecible y sorprendente que era un signo de su amor a la Iglesia".

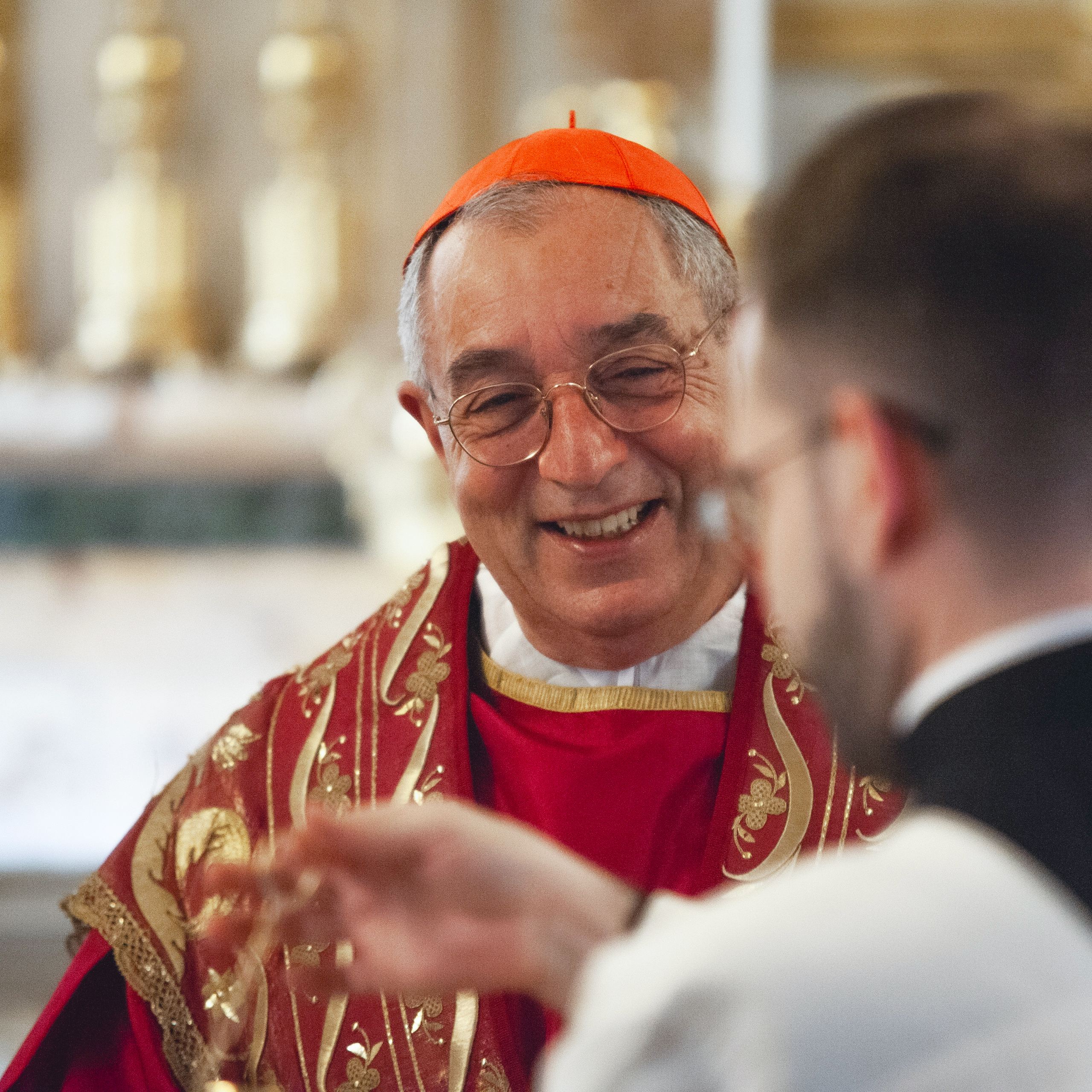
De Donatis en el Almo Collegio Capranica en 2023.

En enero de 2023, el papa Francisco reorganizó la diócesis de Roma y restringió en gran medida el papel de vicario general. Definió el papel de cada obispo auxiliar y se hizo cargo directamente de muchas decisiones diocesanas. Definió el papel del vicario general como coordinador de los trabajos de los órganos diocesanos, lo definió como auxiliar y restringió su esfera de responsabilidad con la norma de que el vicario general "no emprenderá iniciativas importantes o que excedan administración ordinaria sin informarme primero".
El 7 de abril de 2023 presidió el tradicional Vía crucis del Viernes Santo en el Coliseo en lugar del Santo Padre, que siguió el rito mediante conexión desde sus apartamentos en el Vaticano debido al frío. También impartió la bendición final en el Vía Crucis del Viernes Santo de 2024, dado que el papa Francisco estuvo ausente de la celebración para preservar su salud en vista de sus compromisos pascuales.
El 7 de agosto de 2023 fue confirmado como miembro del Dicasterio para el Clero, ad aliud quinquennium.

### Penitenciario mayor
El 6 de abril de 2024, el papa Francisco lo nombró Penitenciario mayor ad quinquennium.
El 13 de mayo siguiente, como penitenciario mayor, firmó y dio a conocer el decreto relativo a las normas sobre la concesión de indulgencias durante el Jubileo de 2025.

## Condecoraciones
En 1989 fue nombrado caballero de la Orden del Santo Sepulcro de Jerusalén. En 2017, fue nombrado Caballero de la Gran Cruz de la orden.
El 10 de abril de 1990, el papa Juan Pablo II le concedió dignidad de Capellán de Su Santidad, que lleva anexo el tratamiento de monseñor.
El 12 de octubre de 2017, en el Palacio del Quirinal, se reunió con el presidente italiano, Sergio Mattarella, quien le entregó la medalla de oro al mérito civil en memoria de don Gioacchino Rey.
El 16 de octubre de 2017, durante una visita a su natal Casarano, se le concedió la ciudadanía honorífica y las llaves de la ciudad, con la siguiente motivación: "A pesar de ser residente e incardinado en la diócesis de Roma, siempre ha amado y cultivado sus raíces con espíritu de dedicación y disponibilidad hacia nuestra ciudad, revelándose como un guía seguro, sincero y amoroso para los jóvenes y un punto de referencia para los más necesitados. Orgullo, también, de esta comunidad por el prestigioso papel que desempeña".
El 22 de febrero de 2019 fue nombrado miembro honorario del Circolo San Pietro.
En 2022, fue nombrado Caballero Alguacil de la gran cruz de honor y devoción a los Cardenales de la Santa Iglesia Romana.

## Escudos de armas
|        |
| Blasón |

|        |
| Obispo |

|                   |
| Arzobispo Titular |

|          |
| Cardenal |

## Obras
- De Donatis A. (2016). Nulla è più dolce dell'amore [Nada es más dulce que el amor]. Milán: Paoline editoriale libri. ISBN 978-8831548205.
- De Donatis A. (2019). La santità è il volto più bello della Chiesa. Un itinerario alla luce della «Gaudete et Exsultate» [La Santidad es el rostro más bello de la Iglesia. Un itinerario a la luz de «Gaudete et Exsultate»]. Ciudad del Vaticano: Libreria editrice vaticana. ISBN 978-8826603315.